# Pilota d'Or 2016
El premi Pilota d'Or 2016 fou un premi donat al millor futbolista del món de 2016.
El setembre de 2016, France Football va anunciar la fi de la seva col·laboració amb la FIFA en el premi FIFA Ballon d'Or, de manera que revivia el premi Ballon d'Or, considerant l'edició del 2016 com al 61è guardó.
France Football va anunciar que publicaria una llista curta de 30 jugadors en sis tandes d'anuncis amb intervals de dues hores, el 24 d'octubre de 2016. El 12 de desembre de 2016, Cristiano Ronaldo va guanyar el premi per un marge rècord de 429 punts sobre el segon classificat, Lionel Messi i Antoine Griezmann, qui fou tercer.
Hi va haver 173 votants. Tots ells eren periodistes, a diferència d'anys anteriors, i cada votant era d'un país diferent. Cada votant votava tres jugadors, que rebien 5 punts, 3 punts, i un punt respectivament.
Ronaldo va obtenir 745 punts, d'un màxim possible de 865. Va ser la seva quarta Pilota d'Or, un rècord per a un jugador europeu en la història del guardó.

## Classificació
Fonts:
| Lloc | Jugador                   | Club(s)                                     | Punts |
| ---- | ------------------------- | ------------------------------------------- | ----- |
| 1    | Cristiano Ronaldo         | Reial Madrid                                | 745   |
| 2    | Lionel Messi              | FC Barcelona                                | 316   |
| 3    | Antoine Griezmann         | Atlètic de Madrid                           | 198   |
| 4    | Luis Suárez               | FC Barcelona                                | 91    |
| 5    | Neymar                    | FC Barcelona                                | 68    |
| 6    | Gareth Bale               | Reial Madrid                                | 60    |
| 7    | Riyad Mahrez              | Leicester City FC                           | 20    |
| 8    | Jamie Vardy               | Leicester City FC                           | 11    |
| 9    | Gianluigi Buffon          | Juventus FC                                 | 8     |
| 9    | Pepe                      | Reial Madrid                                | 8     |
| 11   | Pierre-Emerick Aubameyang | Borussia Dortmund                           | 7     |
| 12   | Rui Patrício              | Sporting CP                                 | 6     |
| 13   | Zlatan Ibrahimović        | Paris Saint-Germain FC Manchester United FC | 5     |
| 14   | Paul Pogba                | Juventus FC Manchester United FC            | 4     |
| 14   | Arturo Vidal              | Bayern de Múnic                             | 4     |
| 16   | Robert Lewandowski        | Bayern de Múnic                             | 3     |
| 17   | Toni Kroos                | Reial Madrid                                | 1     |
| 17   | Luka Modrić               | Reial Madrid                                | 1     |
| 17   | Dimitri Payet             | West Ham United FC                          | 1     |
| 20   | Sergio Agüero             | Manchester City FC                          | 0     |
| 20   | Kevin De Bruyne           | Manchester City FC                          | 0     |
| 20   | Paulo Dybala              | Juventus FC                                 | 0     |
| 20   | Diego Godín               | Atlètic de Madrid                           | 0     |
| 20   | Gonzalo Higuaín           | SSC Napoli Juventus FC                      | 0     |
| 20   | Andrés Iniesta            | FC Barcelona                                | 0     |
| 20   | Koke                      | Atlètic de Madrid                           | 0     |
| 20   | Hugo Lloris               | Tottenham Hotspur FC                        | 0     |
| 20   | Thomas Müller             | Bayern de Múnic                             | 0     |
| 20   | Manuel Neuer              | Bayern de Múnic                             | 0     |
| 20   | Sergio Ramos              | Reial Madrid                                | 0     |